# ティム・ボガート
ティム・ボガート（Tim Bogert、1944年8月27日 - 2021年1月13日）は、アメリカ合衆国ニューヨーク州出身のベーシスト、歌手。

## 略歴
クラリネットを経てサクソフォーン奏者として活動を始めるが、時代の流れに迎合したバンドにサクソフォーン不要と判断され、ベースに転向せざるを得なくなる。
高校卒業後にベーシストとして幾つものバンドを掛け持ちする中でマーク・スタインと出会い、ザ・ヴィジョンズを結成。レコーディング中にバンド名をヴァニラ・ファッジへ変更し、1967年にレコード・デビューした。
ヴァニラ・ファッジはデビュー・アルバム『キープ・ミー・ハンギング・オン』が全米6位になるなど成功を収め、ボガートとカーマイン・アピス〈ドラムス）の強力なリズム体が注目された。彼等は2年間で計5作のアルバムを発表したが。活動中に不協和音が増し始めたため、ボガートとアピスはジェフ・ベックと新バンド結成へ動いた。しかしベックの自動車事故で結成が頓挫したので、両者はカクタスを結成して1970年にデビューした。
1972年、ボガートとアピスは念願のベックとの再合流を実現させ、1973年にベック・ボガート & アピス（BBA）としてアルバムを発表する。
ボガートはBBAが消滅した後、ビリー・コブハム、ロッド・スチュワートなど様々なミュージシャンと精力的に活動。
2021年1月13日、死去。76歳没。